# ۵۲۰ (پیش از میلاد)
۵۲۰ (پیش از میلاد) ۵۲۰مین سال قبل از تقویم میلادی است.